# France 24

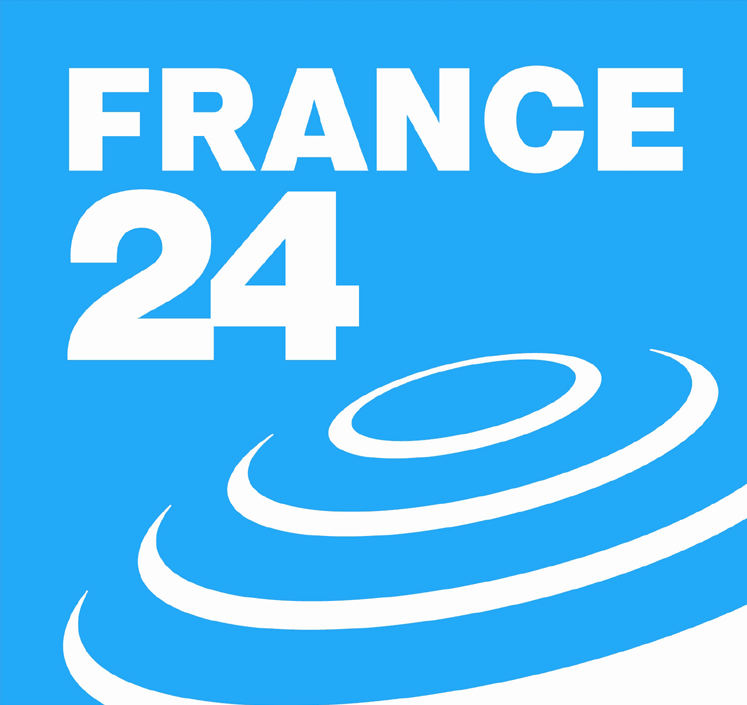
Logo del canal internacional France 24, propietat de France Télévisions

France 24 és un canal d'informació que vol donar la lectura francòfona de l'actualitat mundial. El projecte neix d'un acord entre el grup d'emissores públiques France Télévisions i el canal privat TF1. El primer hi aporta el major nombre de mitjans tècnics, professionals i corresponsalies, mentre que el segon hi aporta el capital.
L'emissora té dues versions: en francès i en anglès. La programació, però, és idèntica, tant en l'estructura, el text i les imatges. La programació és similar a altres cadenes d'informació, com la CNN, amb butlletins de notícies, entrevistes, reportatges i espais temàtics. A més, les principals informacions, apareixen resumides i sobreimpressionades en forma de tickers.
La cadena té en projecte pel 2009 una tercera versió en àrab i, més endavant, també vol emetre en espanyol. La direcció, per tant, vol que França recuperi el paper líder en l'àmbit diplomàtic mundial.
A França, el canal no emet en analògic (ni en la versió digital: TNT), només en cable i satèl·lit. La decisió respon a la pressió exercida per la privada TFI, que té a França una cadena filla d'informació: La Chaîne Info.